# Pink: Live in Europe
Pink: Live in Europe es el primer DVD musical de la cantante estadounidense Pink, lanzado en 2006. Se grabó durante las fechas en Europa durante el Try This Tour en el año 2004. 

## Información general
El repertorio fue más o menos en orden cronológico (con algunas excepciones evidentes como "Get the Party Started". 
La mayoría de sus sencillos hasta entonces estuvieron presentes a excepción de "You Make Me Sick".
También es de destacar que varias canciones que aparecen como colaboraciones en los discos (como "Lady Marmalade" que originalmente aparece Christina Aguilera, Lil Kim y Mya o "Misery", un dueto con Steven Tyler) no aparecen como tal en la gira, en donde Pink interpreta todas las voces prescindiendo de las voces de quienes están ausentes.
En la presentación "Lady Marmalade" Pink hace mofa de la cantante Christina Aguilera, a quien representa con una muñeca inflable, en el DVD aparece censurada en el momento en que canta un fragmente de la canción "Beautiful" de Christina Aguilera (fragmento que aparece censurado en el DVD).
También incluye un segmento completo dedicado a Janis Joplin, en el que Pink interpretó partes de 3 de sus canciones.
El DVD se convirtió en el sexto de mayor ventas en la historia de Australia.

## Lista de canciones
1. Pink on the Road: Fate of Dreamer/ Quirky in G Minor/ Breaking News/ Keeps on Rainin'/ Stage Driver/ Valley of Crystals/ Juice Train/ Day Trippers/ Backbone/ Back to the 80's
2. Intro/"Can't Take Me Home"
3. "There You Go"
4. "Split Personality"
5. "Most Girls"
6. "Lady Marmalade"
7. Intro/ "I Wanna Rock"
8. "Don't Let Me Get Me"
9. "18 Wheeler"
10. "Family Portrait"
11. "Just Like a Pill"
12. "Respect"
13. "My Vietnam"
14. "Misery"
15. "Eventually"
16. "Summertime" (Janis Joplin cover)
17. "Me and Bobby McGee" (Janis Joplin cover)
18. "Piece of My Heart" (Janis Joplin cover)
19. Intro/ "Feel Good Time"
20. "God Is a DJ"
21. "Oh My God"
22. "Trouble"
23. "Last to Know"
24. "Try Too Hard"
25. "Unwind"
26. "Welcome to the Jungle" (Guns N' Roses cover)
27. "Get the Party Started"

## Ventas y certificaciones
| Chart                                                          | Posicionamiento | Certificación | Ventas   |
| -------------------------------------------------------------- | --------------- | ------------- | -------- |
| ARIA Australia Music DVD chart                                 | 1               | 9xPlatino     | 135,000+ |
| RIAA Recording Industry Association of America Music DVD chart | N/A             | Oro           | 50,000+  |